# Kikkiakki
Kikkiakki je vesnice v Krasnoselkupské oblasti v Jamalo-něneckém autonomním okruhu, ve střední části arktické oblasti Ruska, na severu západní Sibiře. Kikkiakki spadá pod administrativní středisko Tolkinskoje.

## Geografické údaje
Vesnice se nachází na břehu řeky Taz, nedaleko od ústí řeky Karalka.

## Historie
V letech 1976 a 1981 přes obec procházela Naučně-sportovní expedice na počest I. D. Papanina. V roce 2007 bylo v Kikkiakki plánováno vybudovat dieselovou elektrárnu, chladicí zařízení a otevřít pobočku farmy „Tolkinskoje“. Také bylo v plánu otevření knihovny, zřízení pravidelného dopravního spojení vrtulníkem, a nákup 8 vysílaček.
Kikkiakki, stejně jako okolní obce Тolka a Rаttа, jsou hlavním místem pobytu Selkupů v Jamalo-něneckém autonomním okruhu.

## Počet obyvatel
| Počet obyvatel | 2010 |
| -------------- | ---- |
|                | 30   |